# Fisher, Illinois
Fisher är en ort i Champaign County i delstaten Illinois, USA.